# Catedral de la Intercesión de la Madre de Dios y de San Andrés
La catedral de la Intercesión de la Madre de Dios y de San Andrés (en alemán: Kathedrale Maria Schutz und St. Andreas; en ucraniano: Собор Покрови Пресвятої Богородиці та Св. Андрія Первозванного) es el nombre que recibe un edificio religioso católico de rito ucraniano que se encuentra ubicado en la ciudad de Múnich, en el estado de Baviera al sur del país europeo de Alemania.
Se trata de la catedral católica greco ucraniana del exarcado apostólico de Alemania y Escandinavia para los ucranianos (Exarchatus Apostolicus Germaniae et Scandiae) que fue creado en 1959 por decisión del papa Juan XXIII mediante la bula "Cum ob immane".

## Véase también

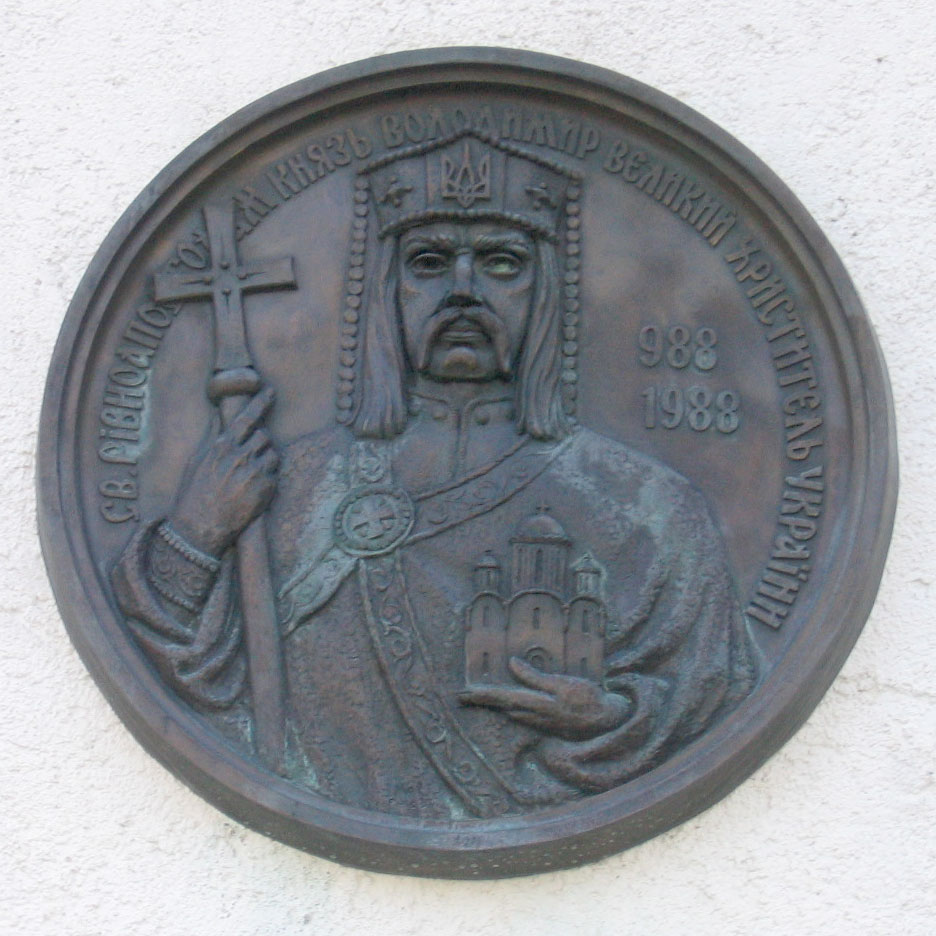
Vista de un relieve de Bronce en la Fachada